# Qutb Minar và các công trình lân cận
Quần thể Qutb Minar là nhóm các di tích và tòa nhà từ thời Vương quốc Hồi giáo Delhi nằm tại Mehrauli, Delhi, Ấn Độ. Tháp Qutb Minar nằm trong khu quần thể được đặt theo tên của Qutbuddin Bakhtiar Kaki và được xây dựng bởi Qutb al-Din Aibak, người sau này trở thành sultan đầu tiên của Triều đại Mamluk của vương quốc Hồi giáo Delhi. Tháp giáo đường được thêm vào bởi người kế vị Iltutmish và sau đó là Firuz Shah Tughlaq, vị vua của triều đại Tughlaq vào năm 1368. Nhà thờ Hồi giáo Qubbat-ul-Islam (Vòm Hồi giáo) còn xót lại được gọi là bên cạnh Qutb Minar.
Nhiều nhà cai trị sau đó là Firuz Shah Tughlaq, Alauddin Khalji và Anh đã thêm vào nhiều cấu trúc khác nhau. Ngoài tháp giáo đường Qutb Minar và nhà thờ Hồi giáo Quwwat-ul Islam thì các công trình phụ cận khác gồm Cổng Alai, Alai Minar, Cột sắt Delhi, tàn tích của một số đền thờ Jaina, và lăng mộ của Iltutmish, Alauddin Khalji và Imam Zamin.
Ngày nay, khu vực liền kề cùng với một loạt các di tích cũ bao gồm cả Lăng mộ Balban đã được Cơ quan Khảo sát Khảo cổ Ấn Độ (ASI) phát triển thành Công viên khảo cổ Mehrauli và Hội Bảo tồn Di sản Văn hóa và Nghệ thuật Ấn Độ (INTACH) đã khôi phục được khoảng 40 di tích trong công viên. Đây là nơi tổ chức Lễ hội Qutub vào tháng 11, 12 hàng năm. Qutb Minar là tượng đài có nhiều du khách ghé thăm nhất tại Ấn Độ trong năm 2006 với 3,9 triệu du khách, nhiều hơn cả lăng mộ Taj Mahal nổi tiếng với chỉ 2,5 triệu du khách.

## Công trình

### Alai Darwaza
Alai Darwaza là cửa ngõ chính phía nam của nhà thờ Hồi giáo Quwwat-ul-Islam. Nó được xây dựng bởi Sultan Khalji thứ hai của Delhi là Alauddin Khalji vào năm 1311. Ông cũng chính là người đã thêm một sân với cột trụ ở phía đông. Vòm cổng được trang trí bởi đá sa thạch đỏ và khảm trang trí bằng đá cẩm thạch trắng, trên đó có các chữ khắc văn bản Naskh. Đá khắc dạng lưới là công lao của các nghệ nhân từ Thổ Nhĩ Kỳ. Đây là công trình kiến trúc đầu tiên của Ấn Độ sử dụng nguyên tắc của Kiến trúc Hồi giáo trong xây dựng và trang trí.
Triều đại Mamluk không sử dụng đúng phong cách kiến trúc Hồi giáo khi sử dụng các giả vòm. Điều này đã khiến Alai Darwaza là ví dụ sớm nhất về mái vòm thật đầu tiên tại Ấn Độ. Nó được coi là một trong số những tòa nhà quan trọng nhất thời kỳ Delhi. Với vòm nhọn và trang trí rìa được xác định là các búp sen làm tăng thêm vẻ đẹp cho nhà thờ Hồi giáo mà Alai Darwaza là cửa ngõ chính.

### Tháp giáo đường

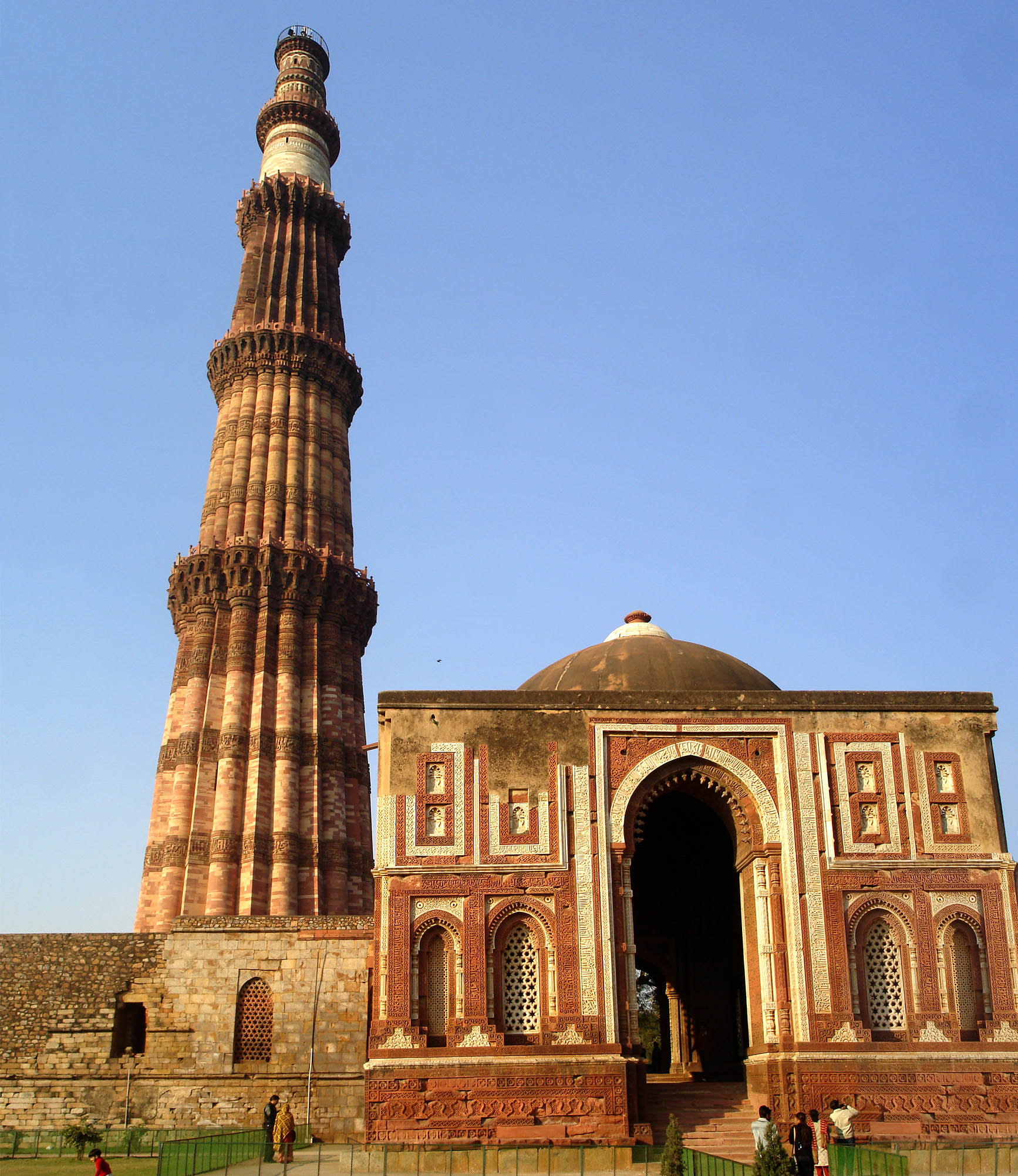
Qutb Minar và cổng Alai Darwaza, lối vào chính của nhà thờ Quwwat-Ul-Islam

Qutb Minar là tháp giáo đường được lấy cảm hứng từ Tháp giáo đường ở Jam tại Afghanistan. Nó là ví dụ quan trọng đầu tiên của kiến trúc Afghanistan mà sau này phát triển thành kiến trúc Ấn-Hồi giáo. Công trình cao 72,5 mét (239 ft) với năm tầng riêng biệt, mỗi tầng được đánh dấu bởi một mái đua vòm trên các rầm đá và thon dần về đỉnh. Đường kính chân tháp là 14,3 mét và chỉ còn 2,7 mét tại đỉnh, bên trong có 376 bậc thang xoắn ốc.
Được xây dựng bởi Qutb al-Din Aibak như là một tượng đài chiến thắng khi Muhammad của Ghor đánh bại Prithviraj Chauhan của Rajput vào năm 1192. Qutb al-Din Aibak sau đó đã trở thành sultan đàu tiên của triều đại Mamluk. Nó đánh dấu sự khởi đầu Giới cầm quyền Hồi giáo ở tiểu lục địa Ấn Độ. Thậm chí ngày nay nó vẫn là một trong những "Tháp chiến thắng" quan trọng nhất của thế giới Hồi giáo. Tuy nhiên, Aibak chỉ có thể xây dựng được tầng thứ nhất nên tại đó có những điếu văn cho Muhammad của Ghor. Ba tầng tiếp theo được thêm bởi người con rể kế vị ông là Iltutmish. Công trình ban đầu đó bị sét đánh vào năm 1368 khiến tầng trên cùng bị hủy hoại. Sau đó, hai tầng trên cùng của tháp như hiện tại được Firuz Shah Tughlaq thêm vào, người từng là một vị vua của Delhi từ 1351 đến 1388. Ba tầng dưới cùng của tháp được xây bằng đá sa thạch đỏ, trong khi hai tầng trên cùng được xây bằng đá cẩm thạch trắng tạo thành công trình tháp giáo đường đa dạng sắc tố. Do đó, Qutub Minar biểu hiện sự thay đổi rõ rệt các phong cách kiến trúc từ Aibak đến Tughlaq.
Tháp giáo đường có nhiều gờ nổi hình trụ chồng lên nhau ở bên trong trong khi bên ngoài là những đường rãnh, có những lớp sa thạch đỏ được xây dày 40 cm. Tất cả được bao quanh bởi các chạm khắc phức tạp theo phong cách thư pháp Hồi giáo Kufic. Nó nằm bên ngoài nhà thờ Hồi giáo, và một dòng chữ Ả Rập cho thấy nó được xây dựng để phục vụ cho các giáo sĩ Hồi giáo, nơi các tín đồ thực hiện cầu nguyện. Những chữ khắc trong một văn bản thư pháp Thuluth táo bạo và khó hiểu cũng xuất hiện, phân biệt bằng các nét dày trên đỉnh tháp, so với các văn bản Kufic nằm ở dưới.
Chữ khắc cũng chỉ ra việc công trình được sửa chữa thêm bởi sultan Sikandar Lodi vào năm 1503, khi nó lại một lần nữa bị sét đánh. Năm 1802, vòm trên đỉnh tháp bị đổ vỡ và toàn bộ tháp giáo đường bị hư hại sau một trận động đất. Nó đã được sửa chữa bởi Thiếu tá R. Smith thuộc Kỹ sư Hoàng gia Anh vào năm 1823, với việc thay thế vòm trên đỉnh tháp bằng một vọng lâu Chhatri ô tán theo phong cách Bengal, sau đó bị toàn quyền Ấn Độ Henry Hardinge gỡ bỏ vào năm 1848 và để ở bãi cỏ bên ngoài khu quần thể, được gọi với tên Sự ngu xuẩn của Smith (Smith's Folly).
Sau một vụ tai nạn liên quan đến học sinh tham quan, lối vào Qutub Minar bị đóng cửa cho công chúng kể từ năm 1981, trong khi khu vực khảo cổ Qutb vẫn mở cửa cho công chúng.

### Nhà thờ Hồi giáo

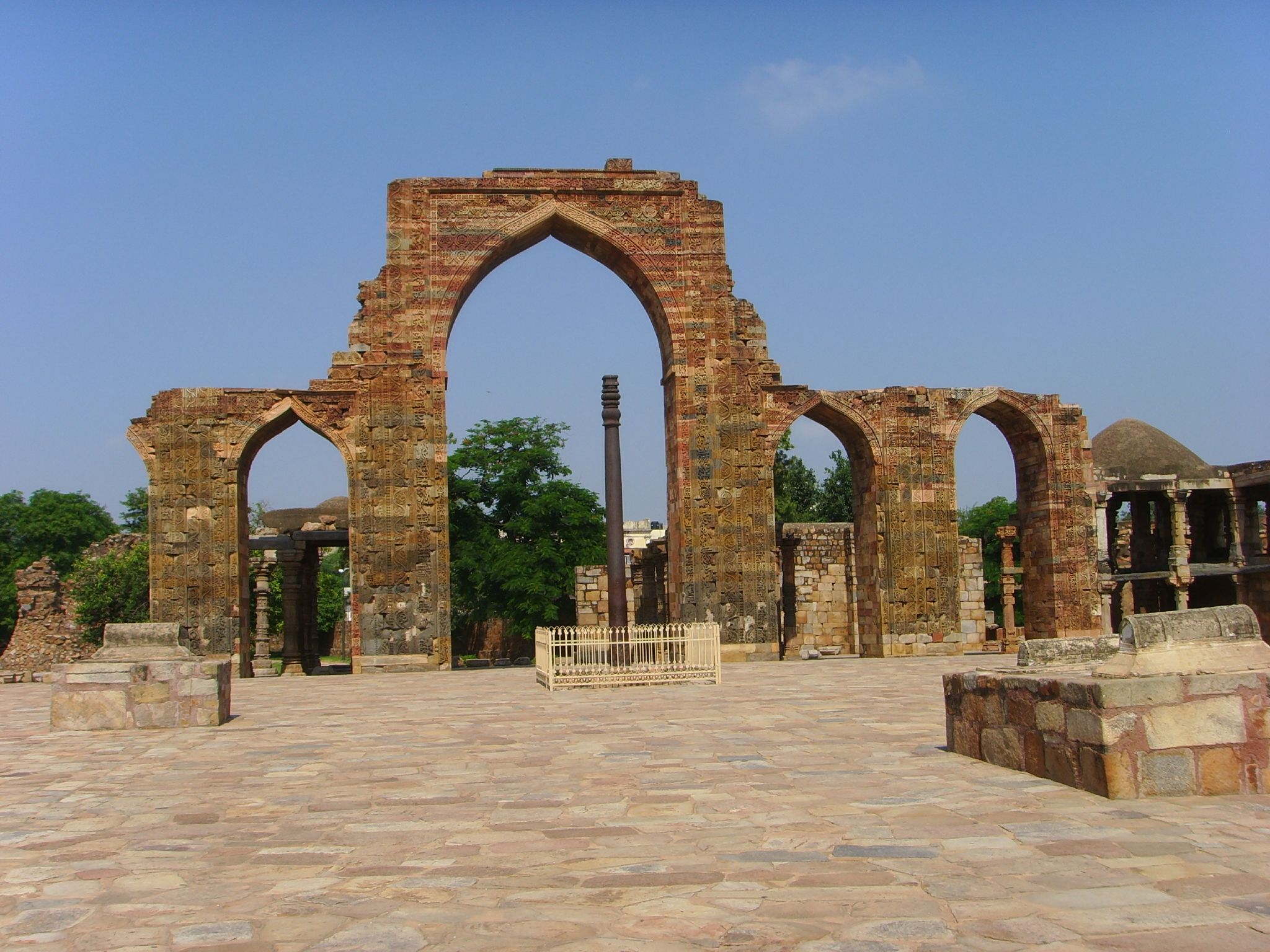
Nhà thờ Hồi giáo Quwwat-ul-Islam được xây dựng vào năm 1193 bởi Qutb-ud-din-Aibak.

Nhà thờ Hồi giáo Quwwat-ul-Islam (tiếng Ả Rập: قوة الإسلام) còn được gọi là Nhà thờ Hồi giáo Qutub hay Đại giáo đường của Delhi là một công trình được ủy quyền xây dựng bởi Qutb al-Din Aibak, người sáng lập của triều đại Mamluk. Nó được xây dựng trên địa điểm của một ngôi đền lớn nằm ở trung tâm thành cổ Hindu.
Đây là nhà thờ Hồi giáo đầu tiên được xây dựng tại Delhi, sau cuộc chinh phục Hồi giáo ở Ấn Độ và là ví dụ lâu đời nhất về kiến trúc Ghurid ở tiểu lục địa Ấn Độ. Việc xây dựng bắt đầu vào năm 1193 khi Aibak là chỉ huy của đơn vị đồn trú của Muhammad Ghor tại Delhi. Để đem dấu ấn của mình đến thuộc địa mới, Aibak quyết định xây dựng một nhà thờ Hồi giáo tiêu biểu cho sức mạnh của đạo Hồi và địa điểm ông chọn là trung tâm của pháo đài Qila Rai Pithora. Qutb Minar được xây dựng đồng thời nhưng dường như là cấu trúc độc lập, được xây dựng dưới dạng "Tháp giáo đường Jami Masjid". Nó gợi nhớ đến phong cách kiến trúc của nhà thờ Hồi giáo Adhai Din Ka Jhonpra hoặc nhà thờ Hồi giáo Ajmer ở Ajmer, Rajasthan, một công trình cũng được xây dựng cùng thời với Aibek.
Ibn Battuta là học giả Ả Rập thế kỷ 14 đã từng nói trước khi Aibak chiếm Delhi thì đó là một ngôi dền Hindu gọi là elbut-khana, nhưng sau sự kiện đó nó được sử dụng như một nhà thờ Hồi giáo. Theo cơ quan Khảo sát khảo cổ của Ấn Độ, nhà thờ được xây dựng trên phần còn lại của một ngôi đền và sử dụng các vật liệu được lấy từ các ngôi đền bị phá hủy khác, được ghi chép lại ở lối vào phía đông. Theo dòng chữ Ba Tư vẫn được ghi lại ở cửa phía đông nhà thờ Hồi giáo được xây dựng bởi những phần bị phá hủy của 27 bảy ngôi đền Hindu và Jaina được xây dựng dưới Triều đại Tomara và Prithviraj Chauhan. Các ghi chép lịch sử được biên soạn bởi nhà sử học Hồi giáo Maulana Hakim Saiyid Abdul Hai chứng thực cho công trình biểu tượng của Qutb-ud-din Aibak. Một số nhà sử học và du khách Hồi giáo thời Trung Cổ thường gán việc xây dựng khu phức hợp này cho sultan Mamluk Iltutmish, thay vì Qutb ud-Din Aibak thường được chấp nhận. Ibn Batuta cũng nói rằng, gần cổng phía đông của nhà thờ Hồi giáo là hai tượng thần rất lớn bằng đồng được nối với nhau bằng đá. Mọi tín đồ ra khỏi nhà thờ Hồi giáo đều phải đi qua đó.
Đây là một trong những nhà thờ Hồi giáo còn tồn tại sớm nhất ở Ấn Độ, với một khoảng sân ban đầu có chiều dài 43 m (141 ft) và rộng 33 m (108 ft). Hội trường cầu nguyện ở phía tây dài 45 m (148 ft) và rộng 12 m (39 ft). Nhà thờ có hai hàng cột bằng đá xám với ba gian nhà ở phía đông và hai gian sâu ở phía bắc và nam. Nhà thờ được mở rộng vào năm 1296 khi mở rộng về phía bắc và nam mỗi chiều thêm 35 m (115 ft). Cột sắt nổi tiếng nằm trên sân đá phía trước còn Qutb Minar nằm ở phía tây của lối vào chính. Vòm của nhà thờ có cấu trúc chữ S dạng hình cầu có đường kính 6,5 m (21 ft) và cao 16 m (52 ft). Các vòm bên có kích thước nhỏ hơn. Một vách ngăn được điêu khắc các văn bản tôn giáo và họa tiết hoa trang trí. Người ta tin rằng nó không được xây dựng theo phong cách kiến trúc nhà thờ thông thường mà là theo kiến trúc rầm cột biến thể trong một cấu trúc vòm.
Nhà thờ Hồi giáo được xây dựng trên một sân lớn và lát đá có kích thước 141 ft (43 m) X 105 ft (32 m), được bao bọc bởi các hàng cột bao quanh thêm bởi Iltutmish từ giữa năm 1210 đến 1220. Vách ngăn đá giữa phòng cầu nguyện và sân trong nặng 16 tấn được thêm vào năm 1196, với vòm rầm khắc chữ Ả Rập và họa tiết. Lối vào sân trong cũng sử dụng các vòm cột Mandapa trang trí công phu như trong các ngôi đền.